# 6063 Jason
6063 Jason (1984 KB) là một tiểu hành tinh Apollo được phát hiện ngày 27 tháng 5 năm 1984 bởi Carolyn và Eugene Shoemaker ở Palomar. Its highly eccentric orbit crosses the orbits of Mars, Earth, và Venus. From 1800 to 2200 it approached a planet within 30 Gm 69 times: Mercury 11, Venus 27, Earth 18, và Mars 13 times.